# Gran Premio di superbike di Brands Hatch 2006
Il Gran Premio di superbike di Brands Hatch 2006 è stato l'ottava prova su dodici del campionato mondiale Superbike 2006, disputato il 6 agosto sul circuito di Brands Hatch, in gara 1 ha visto la vittoria di Troy Bayliss davanti a James Toseland e Noriyuki Haga, la gara 2 è stata vinta da Noriyuki Haga che ha preceduto Troy Bayliss e Andrew Pitt.
La vittoria nella gara valevole per il campionato mondiale Supersport 2006 è stata ottenuta da Broc Parkes, mentre la gara della Superstock 1000 FIM Cup viene vinta da Luca Scassa e quella del campionato Europeo della classe Superstock 600 da Xavier Siméon.

## Risultati

### Gara 1

#### Arrivati al traguardo[6]
| Pos. | Nº | Pilota             | Squadra                     | Motocicletta       | Giri | Tempo     | Griglia | Punti |
| ---- | -- | ------------------ | --------------------------- | ------------------ | ---- | --------- | ------- | ----- |
| 1º   | 21 | Troy Bayliss       | Ducati Xerox                | Ducati 999 F06     | 25   | 36:26.855 | 1º      | 25    |
| 2º   | 52 | James Toseland     | Winston Ten Kate Honda      | Honda CBR 1000RR   | 25   | +0:01.657 | 4º      | 20    |
| 3º   | 41 | Noriyuki Haga      | Yamaha Motor Italia WSB     | Yamaha YZF R1      | 25   | +0:02.248 | 2º      | 16    |
| 4º   | 88 | Andrew Pitt        | Yamaha Motor Italia WSB     | Yamaha YZF R1      | 25   | +0:02.860 | 6º      | 13    |
| 5º   | 71 | Yukio Kagayama     | Alstare Suzuki Corona Extra | Suzuki GSXR1000 K6 | 25   | +0:09.666 | 9º      | 11    |
| 6º   | 1  | Troy Corser        | Alstare Suzuki Corona Extra | Suzuki GSXR1000 K6 | 25   | +0:16.731 | 5º      | 10    |
| 7º   | 9  | Chris Walker       | PSG-1 Kawasaki Corse        | Kawasaki ZX10R     | 25   | +0:16.892 | 8º      | 9     |
| 8º   | 4  | Alex Barros        | Klaffi Honda                | Honda CBR 1000RR   | 25   | +0:20.707 | 18º     | 8     |
| 9º   | 55 | Régis Laconi       | PSG-1 Kawasaki Corse        | Kawasaki ZX10R     | 25   | +0:25.196 | 7º      | 7     |
| 10º  | 11 | Rubén Xaus         | Sterilgarda - Berik         | Ducati 999 F05     | 25   | +0:25.338 | 13º     | 6     |
| 11º  | 81 | Tommy Hill         | Virgin Mobile Yamaha        | Yamaha YZF R1      | 25   | +0:26.477 | 10º     | 5     |
| 12º  | 57 | Lorenzo Lanzi      | Ducati Xerox                | Ducati 999 F06     | 25   | +0:26.709 | 11º     | 4     |
| 13º  | 3  | Norifumi Abe       | Yamaha Motor France-Ipone   | Yamaha YZF R1      | 25   | +0:27.335 | 19º     | 3     |
| 14º  | 10 | Fonsi Nieto        | PSG-1 Kawasaki Corse 2      | Kawasaki ZX10R     | 25   | +0:29.465 | 12º     | 2     |
| 15º  | 16 | Sébastien Gimbert  | Yamaha Motor France-Ipone   | Yamaha YZF R1      | 25   | +0:39.195 | 15º     | 1     |
| 16º  | 13 | Vittorio Iannuzzo  | Celani Team Suzuki Italia   | Suzuki GSXR1000 K6 | 25   | +0:40.408 | 23º     |       |
| 17º  | 99 | Steve Martin       | Foggy Petronas Racing       | Petronas FP1       | 25   | +0:42.389 | 17º     |       |
| 18º  | 44 | Roberto Rolfo      | Ducati SC - Caracchi        | Ducati 999 F05     | 25   | +0:48.053 | 25º     |       |
| 19º  | 38 | Shin'ichi Nakatomi | Yamaha Motor France-Ipone   | Yamaha YZF R1      | 25   | +0:51.243 | 26º     |       |
| 20º  | 25 | Joshua Brookes     | Kawasaki Bertocchi          | Kawasaki ZX10R     | 25   | +0:51.999 | 22º     |       |
| 21º  | 8  | Ivan Clementi      | Team Pedercini              | Ducati 999 RS      | 25   | +0:59.569 | 21º     |       |

#### Ritirati
| Nº | Pilota              | Squadra                | Motocicletta     | Giri | Griglia |
| -- | ------------------- | ---------------------- | ---------------- | ---- | ------- |
| 20 | Marco Borciani      | Sterilgarda - Berik    | Ducati 999 F05   | 14   | 20º     |
| 18 | Craig Jones         | Foggy Petronas Racing  | Petronas FP1     | 12   | 24º     |
| 7  | Pierfrancesco Chili | D.F.X. Treme           | Honda CBR 1000RR | 10   | 16º     |
| 80 | Kurtis Roberts      | Team Pedercini         | Ducati 999 RS    | 8    | 27º     |
| 84 | Michel Fabrizio     | D.F.X. Treme           | Honda CBR 1000RR | 5    | 14º     |
| 31 | Karl Muggeridge     | Winston Ten Kate Honda | Honda CBR 1000RR | 4    | 3º      |

### Gara 2

#### Arrivati al traguardo[7]
| Pos. | Nº | Pilota             | Squadra                     | Motocicletta       | Giri | Tempo     | Griglia | Punti |
| ---- | -- | ------------------ | --------------------------- | ------------------ | ---- | --------- | ------- | ----- |
| 1º   | 41 | Noriyuki Haga      | Yamaha Motor Italia WSB     | Yamaha YZF R1      | 25   | 36:29.709 | 2º      | 25    |
| 2º   | 21 | Troy Bayliss       | Ducati Xerox                | Ducati 999 F06     | 25   | +0:00.184 | 1º      | 20    |
| 3º   | 88 | Andrew Pitt        | Yamaha Motor Italia WSB     | Yamaha YZF R1      | 25   | +0:02.242 | 6º      | 16    |
| 4º   | 55 | Régis Laconi       | PSG-1 Kawasaki Corse        | Kawasaki ZX10R     | 25   | +0:06.523 | 7º      | 13    |
| 5º   | 52 | James Toseland     | Winston Ten Kate Honda      | Honda CBR 1000RR   | 25   | +0:07.073 | 4º      | 11    |
| 6º   | 1  | Troy Corser        | Alstare Suzuki Corona Extra | Suzuki GSXR1000 K6 | 25   | +0:07.521 | 5º      | 10    |
| 7º   | 71 | Yukio Kagayama     | Alstare Suzuki Corona Extra | Suzuki GSXR1000 K6 | 25   | +0:10.903 | 9º      | 9     |
| 8º   | 9  | Chris Walker       | PSG-1 Kawasaki Corse        | Kawasaki ZX10R     | 25   | +0:19.715 | 8º      | 8     |
| 9º   | 4  | Alex Barros        | Klaffi Honda                | Honda CBR 1000RR   | 25   | +0:22.202 | 18º     | 7     |
| 10º  | 11 | Rubén Xaus         | Sterilgarda - Berik         | Ducati 999 F05     | 25   | +0:26.797 | 13º     | 6     |
| 11º  | 57 | Lorenzo Lanzi      | Ducati Xerox                | Ducati 999 F06     | 25   | +0:29.702 | 11º     | 5     |
| 12º  | 84 | Michel Fabrizio    | D.F.X. Treme                | Honda CBR 1000RR   | 25   | +0:29.804 | 14º     | 4     |
| 13º  | 3  | Norifumi Abe       | Yamaha Motor France-Ipone   | Yamaha YZF R1      | 25   | +0:31.829 | 19º     | 3     |
| 14º  | 16 | Sébastien Gimbert  | Yamaha Motor France-Ipone   | Yamaha YZF R1      | 25   | +0:34.177 | 15º     | 2     |
| 15º  | 13 | Vittorio Iannuzzo  | Celani Team Suzuki Italia   | Suzuki GSXR1000 K6 | 25   | +0:35.267 | 23º     | 1     |
| 16º  | 99 | Steve Martin       | Foggy Petronas Racing       | Petronas FP1       | 25   | +0:40.940 | 17º     |       |
| 17º  | 38 | Shin'ichi Nakatomi | Yamaha Motor France-Ipone   | Yamaha YZF R1      | 25   | +0:43.413 | 26º     |       |
| 18º  | 44 | Roberto Rolfo      | Ducati SC - Caracchi        | Ducati 999 F05     | 25   | +0:45.985 | 25º     |       |

#### Ritirati
| Nº | Pilota              | Squadra                | Motocicletta     | Giri | Griglia |
| -- | ------------------- | ---------------------- | ---------------- | ---- | ------- |
| 10 | Fonsi Nieto         | PSG-1 Kawasaki Corse 2 | Kawasaki ZX10R   | 18   | 12º     |
| 8  | Ivan Clementi       | Team Pedercini         | Ducati 999 RS    | 12   | 21º     |
| 18 | Craig Jones         | Foggy Petronas Racing  | Petronas FP1     | 12   | 24º     |
| 7  | Pierfrancesco Chili | D.F.X. Treme           | Honda CBR 1000RR | 11   | 16º     |
| 20 | Marco Borciani      | Sterilgarda - Berik    | Ducati 999 F05   | 11   | 20º     |
| 25 | Joshua Brookes      | Kawasaki Bertocchi     | Kawasaki ZX10R   | 10   | 22º     |
| 81 | Tommy Hill          | Virgin Mobile Yamaha   | Yamaha YZF R1    | 5    | 10º     |
| 31 | Karl Muggeridge     | Winston Ten Kate Honda | Honda CBR 1000RR | 4    | 3º      |
| 80 | Kurtis Roberts      | Team Pedercini         | Ducati 999 RS    | 1    | 27º     |

### Supersport

#### Arrivati al traguardo
| Pos. | Nº  | Pilota                | Squadra                     | Motocicletta    | Giri | Tempo     | Griglia | Punti |
| ---- | --- | --------------------- | --------------------------- | --------------- | ---- | --------- | ------- | ----- |
| 1º   | 23  | Broc Parkes           | Yamaha Motor Germany        | Yamaha YZF R6   | 23   | 34'27.306 | 1º      | 25    |
| 2º   | 11  | Kevin Curtain         | Yamaha Motor Germany        | Yamaha YZF R6   | 23   | +1.758    | 3º      | 20    |
| 3º   | 54  | Kenan Sofuoğlu        | Winston Ten Kate Honda      | Honda CBR 600RR | 23   | +2.088    | 4º      | 16    |
| 4º   | 127 | Robbin Harms          | Stiggy Motorsports          | Honda CBR 600RR | 23   | +12.146   | 14º     | 13    |
| 5º   | 53  | Cal Crutchlow         | Northpoint Eckerold Honda   | Honda CBR 600RR | 23   | +12.309   | 6º      | 11    |
| 6º   | 16  | Sébastien Charpentier | Winston Ten Kate Honda      | Honda CBR 600RR | 23   | +12.570   | 2º      | 10    |
| 7º   | 7   | Stéphane Chambon      | Gil Motor Sport             | Kawasaki ZX6RR  | 23   | +15.144   | 5º      | 9     |
| 8º   | 69  | Gianluca Nannelli     | Manila Grace SC             | Ducati 749 R    | 23   | +16.848   | 15º     | 8     |
| 9º   | 55  | Massimo Roccoli       | Yamaha Team Italia          | Yamaha YZF R6   | 23   | +17.058   | 8º      | 7     |
| 10º  | 56  | Leon Camier           | Northpoint Eckerold Honda   | Honda CBR 600RR | 23   | +17.380   | 7º      | 6     |
| 11º  | 116 | Johan Stigefelt       | Dark Dog Stiggy Motorsports | Honda CBR 600RR | 23   | +19.834   | 13º     | 5     |
| 12º  | 32  | Yoann Tiberio         | Megabike Honda              | Honda CBR 600RR | 23   | +20.967   | 9º      | 4     |
| 13º  | 8   | Maxime Berger         | Gil Motor Sport             | Kawasaki ZX6RR  | 23   | +21.597   | 12º     | 3     |
| 14º  | 6   | Mauro Sanchini        | Bikersdays Yamaha Moto 1    | Yamaha YZF R6   | 23   | +24.048   | 18º     | 2     |
| 15º  | 77  | Barry Veneman         | Hoegee Suzuki               | Suzuki GSX 600R | 23   | +25.071   | 17º     | 1     |
| 16º  | 22  | Kai Børre Andersen    | Hoegee Suzuki               | Suzuki GSX 600R | 23   | +41.099   | 22º     |       |
| 17º  | 25  | Tatu Lauslehto        | Dark Dog Stiggy Motorsports | Honda CBR 600RR | 23   | +42.438   | 25º     |       |
| 18º  | 37  | William De Angelis    | Intermoto Czech Klaffi      | Honda CBR 600RR | 23   | +42.574   | 24º     |       |
| 19º  | 18  | Matthieu Lagrive      | Intermoto Czech Klaffi      | Honda CBR 600RR | 23   | +43.639   | 20º     |       |
| 20º  | 27  | Tom Tunstall          | Hardinge Ice Valley M.      | Honda CBR 600RR | 23   | +44.224   | 23º     |       |
| 21º  | 94  | David Checa           | Yamaha - GMT 94             | Yamaha YZF R6   | 23   | +48.154   | 19º     |       |
| 22º  | 21  | Chris Peris           | Bikersdays Yamaha Moto 1    | Yamaha YZF R6   | 23   | +56.300   | 27º     |       |
| 23º  | 88  | Julien Enjolras       | Tati Team Beaujolais Racing | Yamaha YZF R6   | 23   | +56.802   | 21º     |       |
| 24º  | 60  | Vladimir Ivanov       | Vector Racing               | Yamaha YZF R6   | 23   | +1'02.305 | 33º     |       |
| 25º  | 91  | Javier Hidalgo        | CRS Grand Prix              | Honda CBR 600RR | 23   | +1'07.411 | 30º     |       |
| 26º  | 5   | Alessio Velini        | Umbria Bike                 | Yamaha YZF R6   | 23   | +1'08.000 | 32º     |       |
| 27º  | 17  | Miguel Praia          | Team Parkalgar              | Honda CBR 600RR | 23   | +1'19.162 | 34º     |       |
| 28º  | 93  | Stephane Duterne      | Tati Team Beaujolais Racing | Yamaha YZF R6   | 23   | +1'21.129 | 31º     |       |
| 29º  | 57  | Luka Nedog            | Manila Grace SC             | Ducati 749 R    | 22   | +1 giro   | 36º     |       |

#### Ritirati
| Nº | Pilota             | Squadra            | Motocicletta    | Giri | Griglia |
| -- | ------------------ | ------------------ | --------------- | ---- | ------- |
| 15 | Andrea Berta       | SLM Racing         | Yamaha YZF R6   | 16   | 37º     |
| 45 | Gianluca Vizziello | Yamaha Team Italia | Yamaha YZF R6   | 14   | 10º     |
| 72 | Stuart Easton      | Manila Grace SC    | Ducati 749 R    | 2    | 26º     |
| 99 | Sebastiano Zerbo   | RG Team            | Yamaha YZF R6   | 2    | 35º     |
| 61 | Simone Sanna       | Megabike Honda     | Honda CBR 600RR | 1    | 16º     |
| 12 | Javier Forés       | SLM Racing         | Yamaha YZF R6   | 0    | 11º     |
| 73 | Christian Zaiser   | LBR Ducati Racing  | Ducati 749 R    | 0    | 28º     |

### Superstock 1000

#### Arrivati al traguardo
| Pos. | Nº | Pilota            | Squadra                   | Motocicletta       | Giri | Tempo     | Griglia | Punti |
| ---- | -- | ----------------- | ------------------------- | ------------------ | ---- | --------- | ------- | ----- |
| 1º   | 9  | Luca Scassa       | EVR Corse Ormeni Racing   | MV Agusta          | 15   | 22'48.907 | 4º      | 25    |
| 2º   | 53 | Alessandro Polita | Celani Suzuki Italia      | Suzuki GSXR1000 K6 | 15   | +0.449    | 6º      | 20    |
| 3º   | 86 | Ayrton Badovini   | Biassono - Unionbike      | MV Agusta          | 15   | +0.583    | 1º      | 16    |
| 4º   | 77 | Claudio Corti     | Yamaha Team Italia        | Yamaha YZF R1      | 15   | +6.200    | 7º      | 13    |
| 5º   | 11 | Denis Sacchetti   | PSG-1 Kawasaki Corse      | Kawasaki ZX 10R    | 15   | +7.829    | 3º      | 11    |
| 6º   | 16 | Enrique Rocamora  | RG Team                   | Yamaha YZF R1      | 15   | +7.904    | 11º     | 10    |
| 7º   | 26 | Brendan Roberts   | HP Racing                 | Suzuki GSXR1000 K6 | 15   | +10.196   | 2º      | 9     |
| 8º   | 32 | Sheridan Morais   | EMS Racing                | Suzuki GSXR1000 K6 | 15   | +12.933   | 9º      | 8     |
| 9º   | 36 | Iván Silva        | PMS Corse                 | Kawasaki ZX 10R    | 15   | +14.474   | 5º      | 7     |
| 10º  | 8  | Loic Napoleone    | Celani Suzuki Italia      | Suzuki GSXR1000 K6 | 15   | +14.520   | 15º     | 6     |
| 11º  | 22 | Guy Sanders       | Lightspeed Kawasaki Supp. | Kawasaki ZX 10R    | 15   | +14.973   | 21º     | 5     |
| 12º  | 47 | Richard Cooper    | MS Racing                 | Honda CBR 1000RR   | 15   | +15.055   | 12º     | 4     |
| 13º  | 57 | Ilario Dionisi    | Unionbike GiMotosports    | MV Agusta          | 15   | +15.254   | 8º      | 3     |
| 14º  | 15 | Matteo Baiocco    | Umbria Bike               | Yamaha YZF R1      | 15   | +15.329   | 17º     | 2     |
| 15º  | 41 | Nick Henderson    | Oliveira Suzuki           | Suzuki GSXR1000 K6 | 15   | +20.965   | 18º     | 1     |
| 16º  | 17 | Cedric Tangre     | Yohann Moto Sport         | Suzuki GSXR1000 K6 | 15   | +21.982   | 22º     |       |
| 17º  | 55 | Olivier Depoorter | Autophone Racing          | Yamaha YZF R1      | 15   | +26.742   | 24º     |       |
| 18º  | 38 | Gilles Boccolini  | PMS Corse                 | Kawasaki ZX 10R    | 15   | +28.759   | 16º     |       |
| 19º  | 48 | Jon Boy Lee       | NVIDIA                    | Yamaha YZF R1      | 15   | +30.167   | 14º     |       |
| 20º  | 24 | Marko Jerman      | MD Team Jerman            | Suzuki GSXR1000 K6 | 15   | +38.113   | 23º     |       |
| 21º  | 21 | Leon Bovee        | Piet Geluk Racing         | Suzuki GSXR1000 K6 | 15   | +40.069   | 25º     |       |
| 22º  | 35 | Allard Kerkhoven  | Oliveira Suzuki           | Suzuki GSXR1000 K6 | 15   | +43.423   | 28º     |       |
| 23º  | 90 | Diego Ciavattini  | Team Trasimeno            | Yamaha YZF R1      | 15   | +44.795   | 29º     |       |
| 24º  | 12 | Leonardo Biliotti | EVR Corse Ormeni Racing   | MV Agusta          | 15   | +45.422   | 19º     |       |
| 25º  | 14 | Mauro Belliero    | Azione Corse              | Honda CBR 1000RR   | 15   | +49.603   | 34º     |       |
| 26º  | 99 | Danilo Dell'Omo   | T.C.M. Team Cruciani Moto | Suzuki GSXR1000 K6 | 15   | +52.055   | 10º     |       |
| 27º  | 89 | Raphael Chevre    | TKR Suzuki Switzerland    | Suzuki GSXR1000 K6 | 15   | +53.161   | 27º     |       |
| 28º  | 33 | Patrick McDougall | Beowulf Racing            | Suzuki GSX1000 K6  | 15   | +59.944   | 32º     |       |
| 29º  | 95 | Mashel Al Naimi   | D'Antin MotoGP            | Kawasaki ZX 10R    | 15   | +1'29.224 | 35º     |       |

#### Ritirati
| Nº | Pilota            | Squadra             | Motocicletta       | Giri | Griglia |
| -- | ----------------- | ------------------- | ------------------ | ---- | ------- |
| 31 | Giuseppe Barone   | TCM Gi.Motor        | Suzuki GSXR1000 K6 | 11   | 33º     |
| 64 | Didier Heyndrickx | Racing Dirk Van Mol | Suzuki GSX1000 K6  | 8    | 26º     |
| 10 | Giuseppe Natalini | Team Trasimeno      | Yamaha YZF R1      | 6    | 30º     |
| 34 | Mark Pollock      | EMS Racing          | Suzuki GSXR1000 K6 | 5    | 31º     |
| 82 | Giuseppe Cedroni  | Azione Corse        | Honda CBR 1000RR   | 5    | 36º     |
| 44 | Roberto Lunadei   | 44 Racing           | Yamaha YZF R1      | 0    | 13º     |

### Superstock 600

#### Arrivati al traguardo
| Pos. | Nº | Pilota                  | Squadra                     | Motocicletta    | Giri | Tempo     | Griglia | Punti |
| ---- | -- | ----------------------- | --------------------------- | --------------- | ---- | --------- | ------- | ----- |
| 1º   | 19 | Xavier Siméon           | Alstare Suzuki Corona Extra | Suzuki GSX 600R | 12   | 18'55.045 | 2º      | 25    |
| 2º   | 59 | Niccolò Canepa          | Ducati Xerox Junior         | Ducati 749 R    | 12   | +0.263    | 1º      | 20    |
| 3º   | 8  | Andrea Antonelli        | Junior Team Italia Honda    | Honda CBR 600RR | 12   | +1.246    | 4º      | 16    |
| 4º   | 10 | Davide Giugliano        | Lightspeed Kawasaki Supp.   | Kawasaki ZX6RR  | 12   | +5.724    | 7º      | 13    |
| 5º   | 7  | Renato Costantini       | Junior Team Italia Honda    | Honda CBR 600RR | 12   | +5.751    | 6º      | 11    |
| 6º   | 69 | Ondřej Ježek            | Gold Fren Team Erinac       | Kawasaki ZX6RR  | 12   | +14.168   | 3º      | 10    |
| 7º   | 18 | Matt Bond               | Mist Suzuki                 | Suzuki GSX 600R | 12   | +14.331   | 9º      | 9     |
| 8º   | 56 | Daniel Sutter           | Peko Racing                 | Honda CBR 600RR | 12   | +14.382   | 10º     | 8     |
| 9º   | 24 | Daniele Beretta         | DBG Racing                  | Suzuki GSX 600R | 12   | +18.723   | 11º     | 7     |
| 10º  | 21 | Franck Millet           | Millet Racing Yamaha J.     | Yamaha YZF R6   | 12   | +18.783   | 17º     | 6     |
| 11º  | 30 | Michaël Savary          | Millet Racing Yamaha J.     | Yamaha YZF R6   | 12   | +19.344   | 14º     | 5     |
| 12º  | 41 | Gregory Junod           | TKR Suzuki Switzerland      | Suzuki GSX 600R | 12   | +19.680   | 12º     | 4     |
| 13º  | 16 | Chris Northover         | Mist Suzuki                 | Suzuki GSX 600R | 12   | +19.756   | 23º     | 3     |
| 14º  | 77 | Barry Burrell           | MS Racing                   | Honda CBR 600RR | 12   | +23.153   | 16º     | 2     |
| 15º  | 44 | Cristiano Erbacci       | 44 Racing                   | Yamaha YZF R6   | 12   | +25.906   | 19º     | 1     |
| 16º  | 26 | Will Gruy               | Trasimeno Junior            | Yamaha YZF R6   | 12   | +28.733   | 21º     |       |
| 17º  | 37 | Andrzej Chmielewski     | Trasimeno Junior            | Yamaha YZF R6   | 12   | +29.027   | 20º     |       |
| 18º  | 88 | Mads Odin Hodt          | Hodt As Racing              | Yamaha YZF R6   | 12   | +29.418   | 15º     |       |
| 19º  | 34 | Alexander Lundh         | Stiggy Motorsports          | Honda CBR 600RR | 12   | +29.930   | 22º     |       |
| 20º  | 55 | Vincent Lonbois         | SRC Racing                  | Suzuki GSX 600R | 12   | +49.490   | 32º     |       |
| 21º  | 32 | Robert Gianfardoni      | RG Team                     | Suzuki GSX 600R | 12   | +49.704   | 30º     |       |
| 22º  | 60 | Sam Bishop              | Sam Bishop Racing           | Yamaha YZF R6   | 12   | +1'03.870 | 26º     |       |
| 23º  | 28 | Yannick Guerra          | Holiday Gym                 | Yamaha YZF R6   | 12   | +1'04.326 | 33º     |       |
| 24º  | 61 | Matthew Norman          | MNR                         | Kawasaki ZX6RR  | 12   | +1'04.612 | 34º     |       |
| 25º  | 58 | Gabriel Berclaz         | Berclaz Racing              | Yamaha YZF R6   | 12   | +1'13.773 | 29º     |       |
| 26º  | 12 | Davide Caldart          | PSG-1 Kawasaki Corse J.     | Kawasaki ZX6RR  | 12   | +1'14.048 | 35º     |       |
| 27º  | 99 | Roy Ten Napel           | Lian Products Racing        | Yamaha YZF R6   | 12   | +1'20.056 | 8º      |       |
| 28º  | 31 | Lennart van Houwelingen | Some Racing                 | Suzuki GSX 600R | 12   | +1'24.123 | 25º     |       |

#### Ritirati
| Nº  | Pilota               | Squadra                 | Motocicletta    | Giri | Griglia |
| --- | -------------------- | ----------------------- | --------------- | ---- | ------- |
| 25  | Patrik Vostarek      | Intermoto Czech Klaffi  | Honda CBR 600RR | 4    | 27º     |
| 74  | Sylvain Barrier      | Moto 1                  | Yamaha YZF R6   | 2    | 5º      |
| 199 | Gregg Black          | Vazy Racing             | Honda CBR 600RR | 1    | 13º     |
| 89  | Domenico Colucci     | Ducati Xerox Junior     | Ducati 749 R    | 0    | 28º     |
| 62  | Steve Smith          | Steve Smith Racing      | Yamaha YZF R6   | 0    | 24º     |
| 33  | Alessandro Colatosti | PSG-1 Kawasaki Corse J. | Kawasaki ZX6RR  | 0    | 18º     |